# ژاک دولور
ژاک لوسین ژان دولور (به فرانسوی: Jacques Lucien Jean Delors)، (۲۰ ژوئیهٔ ۱۹۲۵ – ۲۷ دسامبر ۲۰۲۳) سیاستمدار و اقتصاددان فرانسوی بود. وی هشتمین رئیس کمیسیون اروپا و نخستین کسی است که این پست را سه بار (بین ژانویه ۱۹۸۵ و ۱۹۹۵) به‌دست‌آورد. او پدر مارتین اوبری رهبر پیشین حزب سوسیالیست فرانسه بود.
ژاک دلور بین سال‌های ۱۹۸۵ تا ۱۹۹۵ به تشکیل بازار واحد اروپا و آزادی رفت‌وآمد مردم، کالا، و خدمات در اروپا کمک کرد. او همچنین زمینه ایجاد یورو را فراهم کرد. او توان زیادی در مذاکره داشت.
او به دلیل اختلافات با مارگارت تاچر شناخته می‌شد. مارگارت تاچر در سال ۱۹۸۹ خواسته دلور برای ایجاد اتحاد اقتصادی و پولی اروپا را غیرقابل قبول خواند. زیرا بسیاری از سیاست‌های اقتصادی را از حوزه قدرت پارلمان بریتانیا خارج می‌کرد.

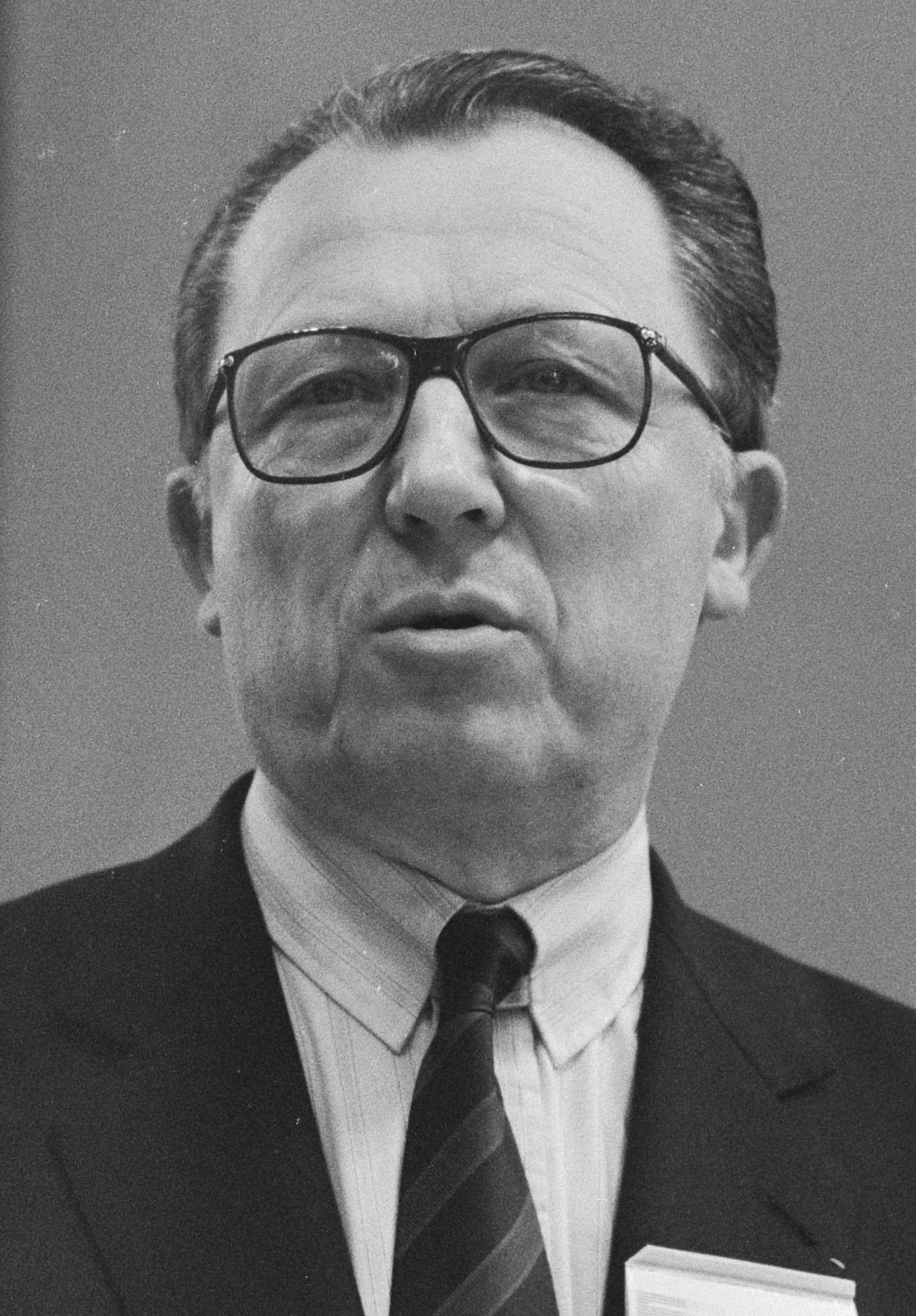
دولور (۱۹۸۸)

ژاک دولور در ۲۷ دسامبر ۲۰۲۳ در سن ۹۸ سالگی درگذشت.